# Raja Yong Sofia
Raja Dato' Sri Yong Sofia binti Almarhum Sultan Azlan Muhibbuddin Shah Al-Maghfullah (Penang, 24 giugno 1961) è una principessa malese, quarta figlia del defunto sultano Azlan Shah di Perak e di sua moglie Tuanku Bainun.

## Biografia
Raja Yong Sofia è nata a Penang il 24 giugno 1961. Ha conseguito una laurea e un master in business administration presso l'Università Internazionale di Londra. Ha lavorato presso la Bank Bumiputra.
Il 5 dicembre 1987 a Kuala Kangsar ha sposato Tunku Dato' Sri Kamil bin Tunku Rijaludin (nato nel 1953). Egli è figlio di Tunku Rijaludin bin Tunku Muhammad (di Kedah), cugino del sultano Abdul Halim di Kedah, e della sua prima moglie, Raja Nur Azian Binti Raja Harun Al-Rashid. Quest'ultima è figlia di Raja Haji Harun al-Rashid di Perak e di Raja Kechil Sulong. Raja Haji Harun al-Rashid era il quarto figlio del sultano Idris Shah I di Perak.